# Батлер (округ, Кентукки)
Ба́тлер (англ. Butler) — округ в штате Кентукки (США). Был образован в 1810 году, став 53-м округом штата. По переписи 2000 года население составляет 13 010 человек. Окружным центром является город Моргантаун. В Батлере введён запрет на продажу алкогольных напитков.

## История
Область Батлер была основана предпринимателями Ричардом Деллиумом и Джеймсом Форги. В районе была налажена добыча поваренной соли.
18 января 1810 года Генеральная ассамблея Кентукки учредила округ Батлер из частей округов Логан и Огайо. Название новому округу было дано в честь генерала-майора Ричарда Батлера, погибшего в 1791 году в битве при Уэбеше.

## География
Округ Батлер является частью региона Западного угольного месторождения. По данным переписи 2000 года, округ имеет площадь в 1118 км², из которых суша занимает 1108,7 км², а вода 8,9 км².

### Соседние округа
- Огайо (северо-запад)
- Грейсон (северо-восток)
- Эдмонсон (восток)
- Уоррен (юго-восток)
- Логан (юг)
- Мьюленберг (запад)

### Города, входящие в округ
- Моргантаун
- Рочестер
- Вудбери

## Демография
По переписи 2000 года в округе Батлер проживает 13,010 человек, имеется 5,059 домохозяйств и 3,708 семей, проживающих в городе. Плотность населения 12 чел./км ². В округе 5,815 единиц жилья со средней плотностью 5.4 чел./км². Расовый состав состоит из 97,88 % белых, 0,52 % афроамериканцев, 0,22 % коренных американцев, 0,17 % азиатов, 0,60 % других рас и 0,61 % — две или более рас. Латиноамериканцев любой расы — 1,04 %.
В округе существует 5,059 домохозяйств, в которых 34,40 % семей имеют детей в возрасте до 18 лет, проживающих с ними, имеется 60,30 % супружеских пар, живущих вместе, 9,30 % женщин проживают без мужей, а 26,70 % не имеют семьи. 23,70 % всех домохозяйств состоят из отдельных лиц и 10,30 % из одиноких людей в возрасте 65 лет и старше. Средний размер домохозяйства 2.52, средний размер семьи 2.98.
В округе Батлер проживает 25,30 % населения в возрасте до 18 лет, 9,50 % с 18 до 24 лет, 29,20 % с 25 до 44 лет, 23,20 % от 45 до 64 лет и 12,80 % от 65 лет и старше. Средний возраст составляет 36 лет. На каждые 100 женщин приходится 99.00 мужчин, а на каждые 100 женщин в возрасте 18 лет и старше насчитывается 96.20 мужчин.
Средний доход на домохозяйство составляет $29,405, средний доход на семью $35,317. Мужчины имеют средний доход $26,449 против $19,894 у женщин. Доход на душу населения в городе равен $14,617. 13,10 % семей или 16,00 % населения живут за чертой бедности, в том числе 18,50 % из них моложе 18 лет и 22,50 % в возрасте 65 лет и старше.